# 薩默菲爾德 (阿拉巴馬州)
薩默菲爾德（英語：Summerfield）是一個位於美國阿拉巴馬州達拉斯縣的非建制地區。該地的面積和人口皆未知。

## 地理
薩默菲爾德的座標為32°31′14″N 87°02′30″W / 32.52055°N 87.04166°W，而該地最高點為海拔高度98米（即322英尺）。